# Parafia św. Józefa w Nambour
Parafia św. Józefa w Nambour – parafia rzymskokatolicka, należąca do archidiecezji Brisbane.
Przy parafii funkcjonuje katolicka szkoła podstawowa św. Józefa.